# Mestni promet Murska Sobota
Mestni promet Murska Sobota se izvaja pod nazivom Sobočanec na 3 avtobusnih linijah na območju Mestne občine Murska Sobota.

## Izvajalec
Podeljeno koncesijo javnega mestnega prometa izvaja podjetje Avtobusni promet Murska Sobota.

## Vozovnice
Cena vozovnice je 0.50€, za občane Mestne občine Murska Sobota je prevoz brezplačen.

## Seznam in sheme linij mestnega prometa
|             | relacija                                                                   | delavnik                   | sobota                      | trasa linije                                  |
| ----------- | -------------------------------------------------------------------------- | -------------------------- | --------------------------- | --------------------------------------------- |
| Sobočanec 1 | Gaj – Avtobusna postaja – BTC – Nemčavci Gaj – Avtobusna postaja – BTC     | 6.27 - 15.54 16.27 - 20.05 | 8.27 - 12.54 -              | Sobočanec 1 na OpenStreetMap                  |
| Sobočanec 2 | Rakičan – Avtobusna postaja – Maximus – Černelavci                         | 6.27 - 15.58               | 7.27 - 12.58                | Sobočanec 2 na OpenStreetMap                  |
|             | Kupšinci – Avtobusna postaja – Rakičan bolnica (vozijo primestni avtobusi) | 6.05 - 17.10               | 8.00 - 8.41 & 11.42 - 13.10 | Kupšinci – AP – Rakičan Bol. na OpenStreetMap |

## Shema linij mestnega prometa
- Grafična shema

## Avtobusi
- 1× Kutsenits Hydra City III
- 1× IVECO Crossway LE 10.8m